# Autoroute A-601 (Espagne)
L'autoroute espagnole A-601 ou Autovia de Pinares est une voie autoroutière d'environ 100 km permettant de relier Ségovie à Valladolid.